# Formula–1 argentin nagydíj

Autódromo Oscar Alfredo Gálvez

Az argentin nagydíjat 1953 és 1998 között 20-szor rendezték meg, mindannyiszor ugyanazon a helyszínen, a Buenos Aires melletti Autódromo Oscar Alfredo Gálvez-en. A versenyen legtöbbször Juan Manuel Fangio diadalmaskodott, méghozzá egymás után négyszer. 1956-ban Fangio Luigi Musso-val közösen szerezte meg a győzelmet. A megszerzett 8 ponton megosztoztak, míg az argentin a versenyen futott leggyorsabb köréért megkapta az 1 pontját. A nagydíj 1999 óta nem szerepel a versenynaptárban.

## Futamgyőztesek
| Év         | Versenyző                      | Konstruktőr      | Pálya                          | Riport        |
| ---------- | ------------------------------ | ---------------- | ------------------------------ | ------------- |
| 1998       | Michael Schumacher             | Ferrari          | Autódromo Oscar Alfredo Gálvez | Riport        |
| 1997       | Jacques Villeneuve             | Williams-Renault | Autódromo Oscar Alfredo Gálvez | Riport        |
| 1996       | Damon Hill                     | Williams-Renault | Autódromo Oscar Alfredo Gálvez | Riport        |
| 1995       | Damon Hill                     | Williams-Renault | Autódromo Oscar Alfredo Gálvez | Riport        |
| 1982 -1994 | Nem rendeztek                  | Nem rendeztek    | Nem rendeztek                  | Nem rendeztek |
| 1981       | Nelson Piquet                  | Brabham-Ford     | Autódromo Oscar Alfredo Gálvez | Riport        |
| 1980       | Alan Jones                     | Williams-Ford    | Autódromo Oscar Alfredo Gálvez | Riport        |
| 1979       | Jacques Laffite                | Ligier-Ford      | Autódromo Oscar Alfredo Gálvez | Riport        |
| 1978       | Mario Andretti                 | Lotus-Ford       | Autódromo Oscar Alfredo Gálvez | Riport        |
| 1977       | Jody Scheckter                 | Wolf-Ford        | Autódromo Oscar Alfredo Gálvez | Riport        |
| 1976       | Nem rendeztek                  | Nem rendeztek    | Nem rendeztek                  | Nem rendeztek |
| 1975       | Emerson Fittipaldi             | McLaren-Ford     | Autódromo Oscar Alfredo Gálvez | Riport        |
| 1974       | Denny Hulme                    | McLaren-Ford     | Autódromo Oscar Alfredo Gálvez | Riport        |
| 1973       | Emerson Fittipaldi             | Lotus-Ford       | Autódromo Oscar Alfredo Gálvez | Riport        |
| 1972       | Jackie Stewart                 | Tyrrell-Ford     | Autódromo Oscar Alfredo Gálvez | Riport        |
| 1961 -1971 | Nem rendeztek                  | Nem rendeztek    | Nem rendeztek                  | Nem rendeztek |
| 1960       | Bruce McLaren                  | Cooper-Climax    | Autódromo Oscar Alfredo Gálvez | Riport        |
| 1959       | Nem rendeztek                  | Nem rendeztek    | Nem rendeztek                  | Nem rendeztek |
| 1958       | Stirling Moss                  | Cooper-Climax    | Autódromo Oscar Alfredo Gálvez | Riport        |
| 1957       | Juan Manuel Fangio             | Maserati         | Autódromo Oscar Alfredo Gálvez | Riport        |
| 1956       | Luigi Musso Juan Manuel Fangio | Ferrari          | Autódromo Oscar Alfredo Gálvez | Riport        |
| 1955       | Juan Manuel Fangio             | Mercedes         | Autódromo Oscar Alfredo Gálvez | Riport        |
| 1954       | Juan Manuel Fangio             | Maserati         | Autódromo Oscar Alfredo Gálvez | Riport        |
| 1953       | Alberto Ascari                 | Ferrari          | Autódromo Oscar Alfredo Gálvez | Riport        |